# Бутове (Старобільський район)
Бу́тове — село в Україні, у Чмирівській сільській громаді Старобільського району Луганської області. Населення становить 1008 осіб.

## Географія
Селом тече Балка Бутова.

## Історія
Село постраждало внаслідок геноциду українського народу, вчиненого урядом СССР у 1932—1933 роках, кількість встановлених жертв — 132 людей.
Уродженцем села є Куліш Іван Володимирович (1964—2014) — старший солдат Збройних сил України, учасник російсько-української війни.
Житель села Зубар Олександр († 07 жовтня 2022 року) — учасник російсько-української війни, поранений 03 липня 2022 року під час виконання бойового завдання. Будучи водієм автомобіля підірвався на міні, отримавши опіки - вибрався з автомобіля. Транспортований у лікарню м. Дніпро, де згодом, у віці 56 років, помер. Похований 10 жовтня 2022 року у місті Рівне. Після деокупації старобільщини родина планує перепоховати його.

## Також
- Перелік населених пунктів, що постраждали від Голодомору 1932-1933, Луганська область